# Wustsiedlung
Die Wustsiedlung ist ein Wohnplatz auf der Gemarkung der Gemeinde Assamstadt im Main-Tauber-Kreis in Baden-Württemberg.

## Geographie

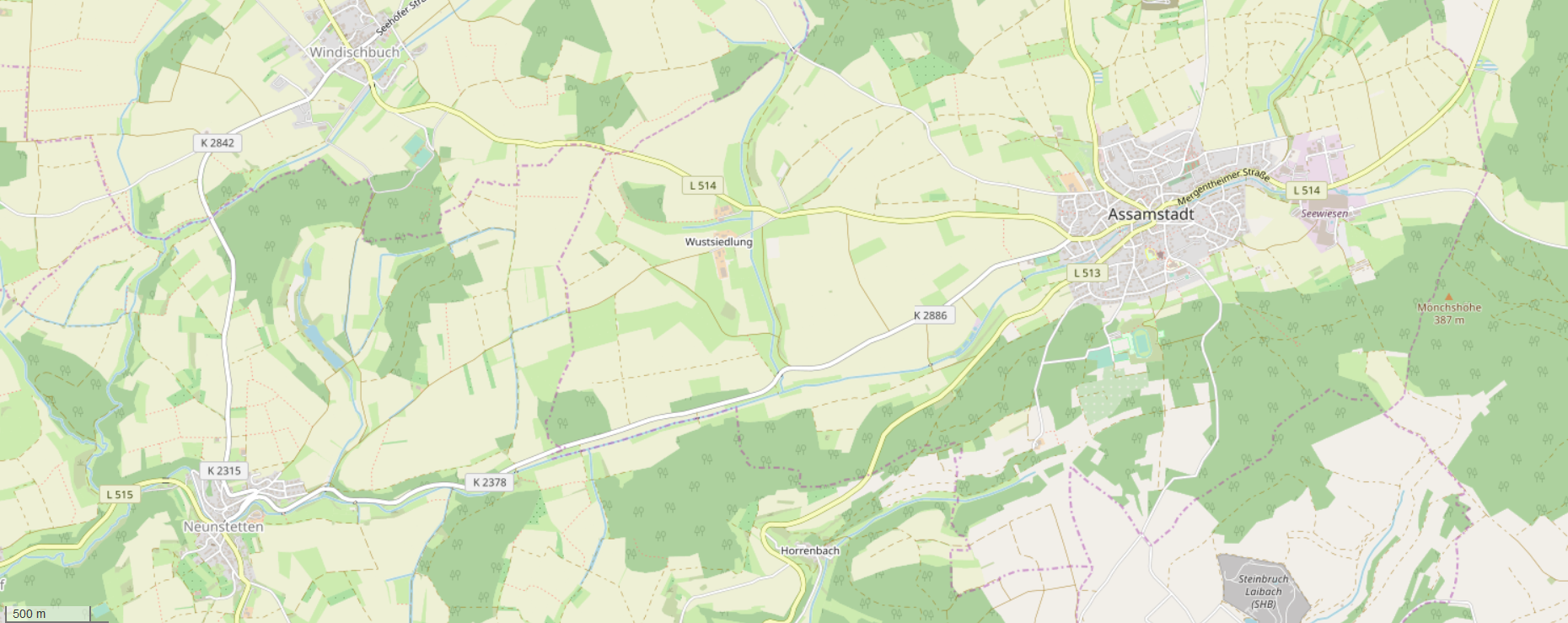
Lage der Wustsiedlung etwa zwei Kilometer westlich von Assamstadt

Die Wustsiedlung liegt etwa zwei Kilometer westlich von Assamstadt. Das Klingenbächle führt von Nord nach Süd in Fließrichtung links am Wohnplatz vorbei.

## Kulturdenkmale
An der Wustsiedlung befinden sich zwei Kulturdenkmale: Die Assamstadter Kleindenkmale Nr. 23 (Bildstock von 1928; Darstellung: Mutter mit Kind; Inschrift: „Heilige Maria bitte für uns“; An der Straße nach Windischbuch; Abzweigung zur Wustsiedlung) und Nr. 24 (Pietà-Darstellung; Inschrift: „O Mutter der Schmerzen bitte für uns“; An der Straße nach Windischbuch).

Kleindenkmale an der Wustsiedlung
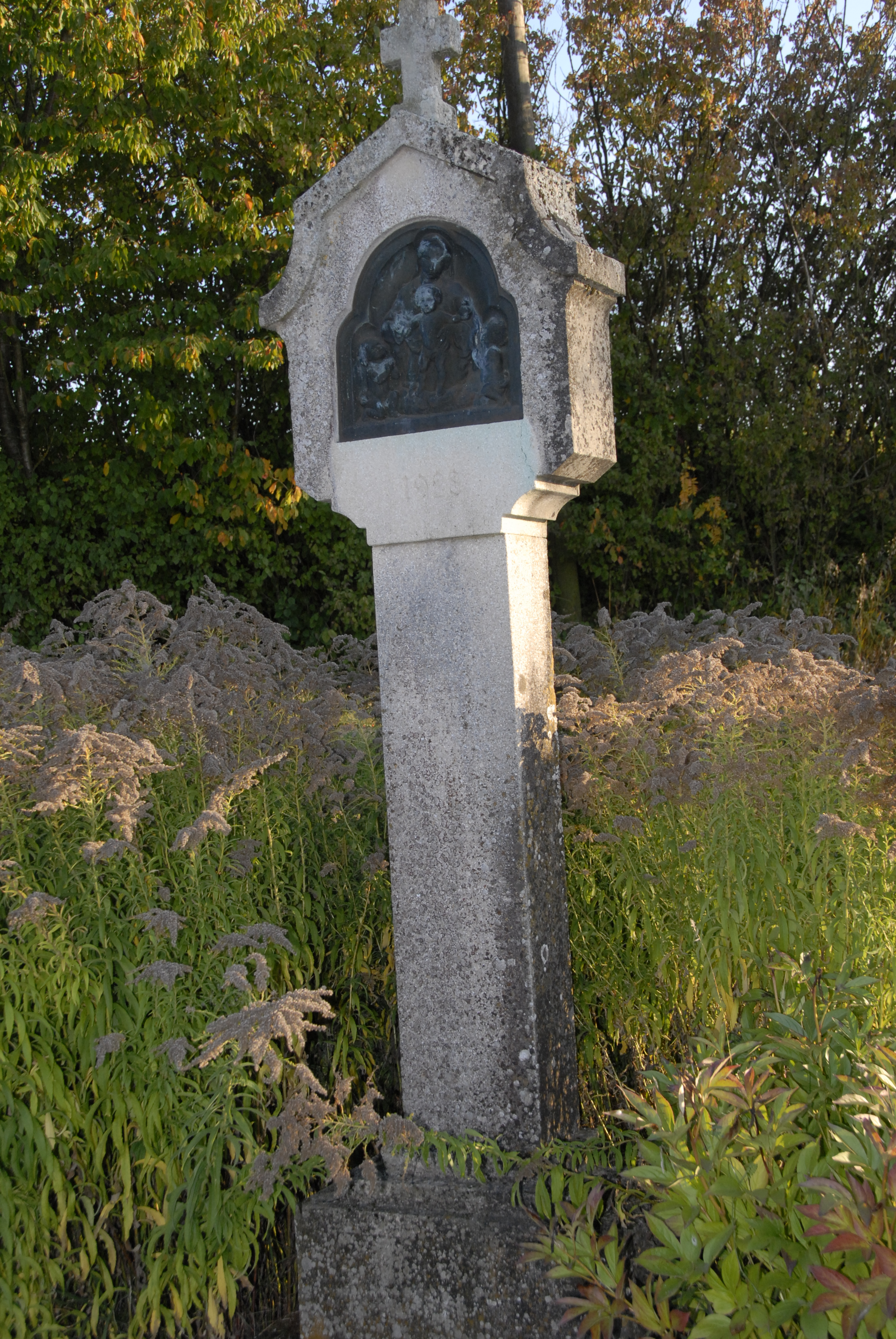
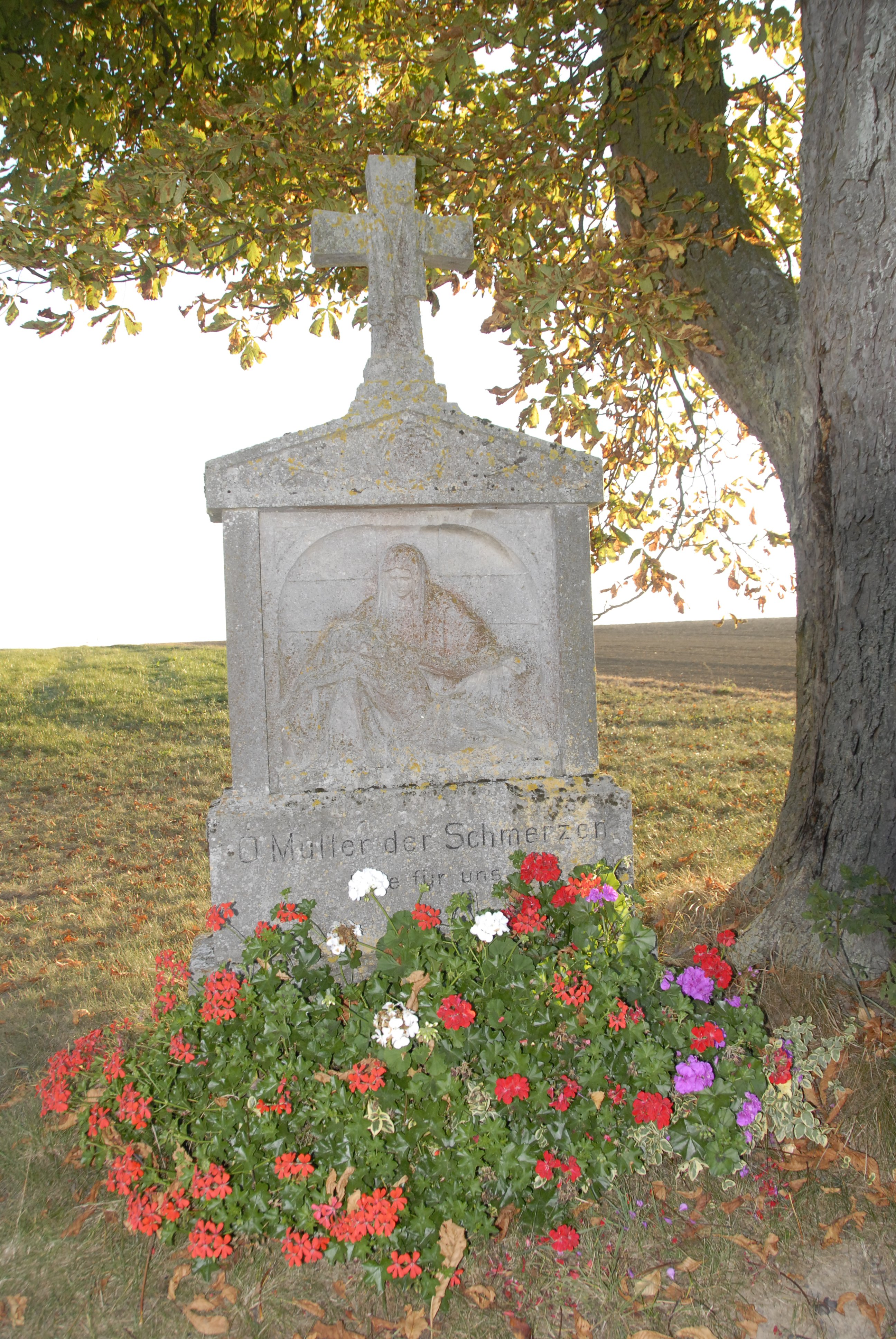

## Verkehr
Die Wustsiedlung ist über die L 514 zu erreichen, die von Windischbuch in Richtung Assamstadt führt. Etwa zwei Kilometer vor Assamstadt zweigt von der L 514 ein Weg zur Wustsiedlung ab.